# 村木厚子
村木 厚子（むらき あつこ、1955年〈昭和30年〉12月28日 - ）は、日本の労働・厚労官僚。津田塾大学客員教授。旧姓西村（にしむら）。
2008年に厚生労働省4人目の女性局長として厚生労働省雇用均等・児童家庭局長を務めた後、内閣府政策統括官（共生社会政策担当）、厚生労働省社会・援護局長を歴任し、2013年7月から2015年9月まで厚生労働事務次官を務めた。
厚生労働省退官後は、内閣官房孤独・孤立対策担当室政策参与、全国社会福祉協議会会長、全国老人クラブ連合会会長、中央共同募金会会長、伊藤忠商事取締役、住友化学取締役、SOMPOホールディングス監査役、コニカミノルタアドバイザー、大妻学院理事、土佐中学校・高等学校理事、若草プロジェクト代表呼びかけ人、抱樸が実施する希望のまちプロジェクト顧問など。

## 経歴

### 前史

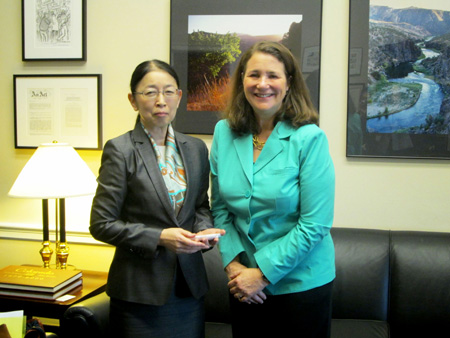
村木（左）とダイアナ・ディゲットアメリカ合衆国下院議員、次官時代の2013年にディゲットの事務所で

高知県出身。幼い頃は人見知りで対人恐怖症（本人談）の読書が好きな少女であった。自由な校風に憧れ、土佐中学校・高等学校に入学する。同校を卒業し、高知大学文理学部経済学科に進学した。社会保険労務士の父の背中を見て育ち、大学卒業後の1978年に、労働行政を所管する労働省に入省した。なお、その際の国家公務員採用上級甲種試験では、高知大学からの合格者は村木のみであった。

### 官僚として
東京大学出身者の男性キャリアが多い霞が関の中央省庁の幹部の中では、珍しい地方国立大学出身の女性で、厚生労働省では少数派の旧労働省出身であった。事務処理能力や、頭の良さ、法令知識などが特に目立つような存在ではなく、誰もが認める次官候補や、エースと呼ばれるタイプではなかった。
しかし、障害者問題を自身のライフワークと述べ、人事異動で担当を離れた後も、福祉団体への視察を続けるといった仕事に臨むまじめな姿勢や、低姿勢で物腰柔らかく、誰をも怒らせることなく物事を調整することができる、敵を作らない典型的な調整型官僚として有能であることが評価されていた。そのため、女性としては松原亘子に続き2人目となる事務次官就任の可能性も囁かれていた。
2008年には、厚生労働省雇用均等・児童家庭局長に就任した。

### 冤罪被害
2009年6月、社会・援護局障害保健福祉部 企画課長時代に、自称障害者団体「凛（りん）の会」に偽の障害者団体証明書を発行し、不正に郵便料金を安くダイレクトメールを発送させたとして、大阪地方検察庁 特別捜査部長の大坪弘道や副部長の佐賀元明の捜査方針のもと、虚偽公文書作成・同行使の容疑で、同部主任検事の前田恒彦により逮捕された。
村木の逮捕を受けて、舛添要一厚生労働大臣（当時）は「大変有能な局長で省内の期待を集めていた。同じように働く女性にとっても希望の星だった」と、容疑者となった村木へ賛辞ともとれる異例のコメントを発表した。
翌7月、大阪地方検察庁は虚偽有印公文書作成・同行使の罪で、村木を大阪地方裁判所に起訴した。取調べの中で担当検察官の國井弘樹は村木に向かって、和歌山毒物カレー事件を例に挙げ「あの事件だって、本当に彼女がやったのか、実際のところは分からないですよね」といい、否認を続けることで冤罪で罪が重くなることを暗示し自白を迫ったという。
逮捕から5ヶ月が経過した2009年11月、保釈請求が認められ、村木の身柄が解放された。保釈後の記者会見では弁護士の弘中惇一郎と厚労官僚の夫も同席して容疑事実を強く否定し、改めて無罪を主張した。

### 無罪判決
翌2010年9月10日、無罪を訴えた村木に対して大阪地裁は無罪判決を言い渡した。なお、村木の無罪判決を受けて、政権交代を経た民主党の長妻昭厚生労働大臣（当時）は「それなりのポストにお戻り頂く」と、無罪が確定した場合は局長級で復職させる旨に言及した。
2010年9月21日、大阪地検は上訴権を放棄。下級審での無罪判決が確定判決となった。同日、朝日新聞は本事件の捜査を担当した検察官の前田が証拠改竄を行っていたことを朝刊でスクープ。同日夜、前田は証拠隠滅の容疑で検察官に逮捕された。
同年10月1日、前特捜部長である大坪及び同前副部長であった佐賀が、特捜部当時の部下であった前田による故意の証拠改竄を知りながら隠したとして、犯人蔵匿の容疑で逮捕された。この事件において、村木の逮捕に深く関わった検察官3人の職務遂行に犯罪の疑いが掛けられ、検察官が被疑者として検察官に逮捕されるという極めて異例の事態となった。
冤罪事件について外交官出身の佐藤優は、「村木厚子さんは無罪になりましたが、部下に公印を使われた上司としての責任は当然問われないといけない」と述べている。復職後の2012年2月、部下の有罪確定を受けて、公印の管理にも問題があったとして訓告処分を受けた。

### 復職後
2010年9月21日、起訴休職処分が解かれ、村木は厚生労働省大臣官房付となり、復職した。復職して間もない9月27日、内閣府へ出向し、局長級分掌職の内閣府政策統括官（共生社会政策担当）に就任し、青少年育成や少子高齢化、自殺、犯罪被害者対策、障害者施策等の担当となった。また、内閣府自殺対策推進室長と内閣官房内閣審議官（内閣官房副長官補付）に併任された。10月21日、菅直人内閣総理大臣の命を受け、待機児童ゼロ特命チーム事務局長に併任された。
検察の在り方検討会議では大阪地検特捜部主任検事証拠改ざん事件で勾留された一人として意見を述べた。2011年6月から法務省法制審議会新時代の刑事司法制度特別部会委員を務め、取り調べの可視化に向けた審議などにあたった。
2012年2月、国側から得た刑事補償金を、社会福祉法人南高愛隣会に寄付することを表明し、同年3月「共生社会を創る愛の基金」が創設された。同年9月10日付で、厚生労働省社会・援護局長に就任し、3年3か月ぶりに厚生労働省に局長として復帰した。
2013年7月2日付で、金子順一の後任として厚生労働事務次官に就任した。女性の事務次官就任は、松原亘子労働事務次官（当時）以来、16年ぶり2人目である。
2014年6月18日、国会提出した法案等の文書ミスで、訓告処分を受ける。また、2015年4月8日からの天皇と皇后のパラオ訪問に同行。10月1日付で事務次官を退任。

### 退官後
2016年4月、弁護士の大谷恭子と共に一般社団法人若草プロジェクトを立ち上げる。（夫の村木太郎は同法人理事に就任）
2016年6月、伊藤忠商事社外取締役に就任する、コニカミノルタ株式会社アドバイザー、学校法人大妻学院理事、一般社団法人障害者雇用企業支援協会顧問、公益財団法人三菱UFJ信託芸術文化財団評議員、公益財団法人産業雇用安定センター評議員、公益社団法人日本フィランソロピー協会理事に就任。
2017年には母校である学校法人土佐中学校・高等学校理事、津田塾大学総合政策学部客員教授、SOMPOホールディングス株式会社監査役 に就任。2018年住友化学株式会社取締役。2019年SOMPOホールディングス取締役。2021年内閣官房孤独・孤立対策担当室政策参与。
2019年6月、奥田知志共同代表らとともに、一般社団法人全国居住支援法人協議会を設立し、厚生労働省内の厚生労働記者会で設立会見を開いた。
日本農福連携協会副会長理事、日本生活協同組合連合会理事なども務めた。
2023年6月、伊藤忠商事の取締役を退任し、全国社会福祉協議会会長、全国老人クラブ連合会会長、中央共同募金会会長に就任。

## 略歴
1955年12月28日：高知県に生まれる
1974年03月31日：土佐高等学校卒業
1978年03月31日：高知大学文理学部経済学科卒業
1978年04月01日：労働省入省
1997年07月01日：労働省職業安定局高齢・障害者対策部障害者雇用対策課長
1999年07月05日：労働省女性局女性政策課長
2001年01月06日：厚生労働省雇用均等・児童家庭局雇用均等政策課長
2002年08月30日：厚生労働省社会・援護局福祉基盤課長
2003年08月29日：厚生労働省社会・援護局障害保健福祉部企画課長
2005年10月01日：厚生労働省大臣官房政策評価審議官（併）社会・援護局障害保健福祉部
2008年07月11日：厚生労働省雇用均等・児童家庭局長
2009年06月14日：虚偽公文書作成及び行使の容疑で逮捕。その後、大阪拘置所にて勾留
2009年06月16日：厚生労働省大臣官房付
2009年07月04日：虚偽公文書作成等の罪及び偽造公文書行使等の罪で大阪地方検察庁に起訴され、被告人となる
2009年07月08日：大阪地方裁判所が保釈請求を却下したため、引き続き大阪拘置所にて勾留
2009年10月15日：大阪地方裁判所が3度目の保釈請求を認容。しかし、大阪地方検察庁は大阪地方裁判所へ準抗告。これが認められたため、引き続き大阪拘置所にて勾留
2009年11月24日：大阪地方裁判所が4度目の保釈請求を認容。大阪地方検察庁の準抗告も却下されたため、保釈
2010年09月10日：大阪地方裁判所が、懲役1年6月の求刑に対して無罪の判決
2010年09月21日：大阪地方検察庁が上訴権を放棄したため、無罪が確定
2010年09月22日：厚生労働省大臣官房付
2010年09月27日：内閣府政策統括官（共生社会政策担当）（併）自殺対策推進室長（併）内閣官房内閣審議官（内閣官房副長官補付）
2010年10月21日：内閣府政策統括官（共生社会政策担当）（併）自殺対策推進室長（併）待機児童ゼロ特命チーム事務局長（併）内閣官房内閣審議官（内閣官房副長官補付）
2010年12月27日：検察の捜査で精神的苦痛を被ったとして、国家賠償請求訴訟を提訴
2011年10月17日：国側、約3770万円の損害賠償の認諾を表明
2012年02月07日：内閣府より訓戒処分
2012年09月10日：厚生労働省社会・援護局長
2013年07月02日：厚生労働事務次官
2014年04月01日：大阪大学男女協働推進センター招へい教授
2014年06月18日：厚生労働省より訓告処分
2015年10月01日：厚生労働省退官
2016年04月00　：一般社団法人若草プロジェクト立上げ
2016年06月01日：コニカミノルタ株式会社アドバイザー、学校法人大妻学院理事
2016年06月10日：一般社団法人障害者雇用企業支援協会顧問、公益財団法人三菱UFJ信託芸術文化財団評議員
2016年06月24日：伊藤忠商事社外取締役、公益財団法人産業雇用安定センター評議員
2016年07月01日：公益社団法人日本フィランソロピー協会理事
2017年04月01日：学校法人土佐高等学校理事、津田塾大学総合政策学部客員教授
2017年06月26日：SOMPOホールディングス株式会社監査役
2018年06月00　：住友化学株式会社取締役
2019年06月24日　：SOMPOホールディングス株式会社取締役
2021年06月01日：内閣官房孤独・孤立対策担当室政策参与
2023年06月19日：全国老人クラブ連合会会長
2023年06月20日：全国社会福祉協議会会長
2023年06月21日：中央共同募金会会長

## 主張
- 選択的夫婦別姓の導入に賛同する[48][49]。「とくに高度経済成長期に「お父さんがしっかり稼いで、お母さんがおうちを守って、子どもが2人いて」という家族の形をイメージしてすべての政策を考えてきたわけですが、それはもう限界に来ている」と述べる。

## 人物
- 夫は労働省入省同期の村木太郎[50][注 5]。2女の母でもある[51]。
- 『名探偵コナン』のファンで、アニメ版は夫に録画してもらい10年以上視聴している。冤罪証明の決め手となった事実は、コナンになりきって捜査報告書を読んだことから発見できたと述懐した[52]。
- 大のミステリー好きで、中でも警察官僚が登場する今野敏の小説は勾留中も多数読破、心の支えにしてきたという。今野とはNHKで50分の対談番組に出演している[53]。

## 著書

### 単著
- 『あきらめない―働くあなたに贈る真実のメッセージ』 日経BP社、2012年。ISBN 453219749X
- 『私は負けない 「郵便不正事件」はこうして作られた』 中央公論新社、2013年。ISBN 4120045501
- 『日本型組織の病を考える』 角川新書、2018年。ISBN 4040822668
- 『公務員という仕事』 ちくまプリマー新書、2020年。ISBN 978-4-480-68376-2

### 共著
- (犬伏由子、椋野美智子) 『女性学キーナンバー』 有斐閣選書、2000年。ISBN 4-641-28043-6
- (新藤宗幸) 『分権なくして福祉なし (「都市問題」公開講座ブックレット) 』 東京市政調査会、2012年。ISBN 4924542490
- (酒井雄哉) 『自分の「ものさし」で生きなさい』 日経BP社、2014年。ISBN 4822273970
- (秋山訓子編) 『女性官僚という生き方』 岩波書店、2015年。ISBN 978-4-00-061078-0
- (二神枝保編) 『キャリア・マネジメントの未来図』 八千代出版、2017年。ISBN 4842917121
- (金子隆一、宮本太郎) 『新時代からの挑戦状-少親多死社会をどう生きるか』 一般財団法人 厚生労働統計協会、2018年。ISBN 4875117736

## 関連書籍
- 弘中惇一郎『生涯弁護人 事件ファイル１　村木厚子　小澤一郎　鈴木宗男　三浦和義・・・・・・』(講談社 2021年)ISBN 4065189039

## テレビドラマ
- 「私は屈しない〜特捜検察と戦った女性官僚と家族の465日・お母さん負けないからね!」（2011年1月31日、TBSテレビ・月曜ゴールデン）
村木をモデルとして創作されたオリジナルドラマ。原案は文藝春秋2010年10月号に掲載された江川紹子のルポ「私は泣かない、屈さない〜厚生労働省女性キャリア幽囚163日」。田中美佐子が村木を演じた。